# ويليام طانين
ويليام طانين (بالإنجليزية: William Tannen)‏ هو ممثل أمريكي، ولد في 17 نوفمبر 1911 بنيويورك في الولايات المتحدة، وتوفي في 2 ديسمبر 1976 في الولايات المتحدة.

## أعمال

### أفلام
- (1941) دكتور جيكل ومستر هايد
- (1942) سيدة العام
- (1950) آني تأخذ سلاحك
- (1952) السيء والجميلة
- (1956) إقناع ودي

## وصلات خارجية
- ويليام طانين على موقع IMDb (الإنجليزية)
- ويليام طانين على موقع تيرنر كلاسيك موفيز (الإنجليزية)
- ويليام طانين على موقع أول موفي (الإنجليزية)
- ويليام طانين على موقع قاعدة بيانات برودواي على الإنترنت (الإنجليزية)
- ويليام طانين على موقع قاعدة بيانات برودواي على الإنترنت (الإنجليزية)
- ويليام طانين على موقع قاعدة بيانات الأفلام السويدية (السويدية)
- ويليام طانين على موقع قاعدة بيانات الفيلم (الإنجليزية)
- ويليام طانين على موقع كينوبويسك (الروسية)